# 圣灯镇
圣灯镇，是中华人民共和国四川省内江市隆昌市下辖的一个乡镇级行政单位。

## 行政区划
圣灯镇下辖以下地区：
圣灯社区、乐只社区、五口社区、牯牛村、石板村、圣光村、天螺村、大桥村、小河村、五口村、白荆村、三台村、二郎村、天峰村和梨园村。